# Гайманове поле
Гайманове поле — могильник з 46 курганів (висотою від 0,5 до 2,0 м) навколо найбільшого насипу-лідера Гайманової Могили. Розкопаний в 1968-1970 роках О. І. Тереножкіним, В. І. Бідзілею.

## Опис групи курганів
Могильник складався з двох частин західної та східної, між якими, імовірно, проходив стародавній торговельний шлях з Дніпровської переправи (знаної в пізніші часи як «Микитська») до берегів Азовського моря. 
Початок могильнику поклали чотири кургани доби бронзи.
Біля чотирьох курганів бронзової доби скіфи протягом IV ст. до н.е. звели решту насипів, переважно над могилами воїнів-вершників. Велика колекція скіфської зброї та прикрас з Гайманова поля.
В середні віки насипи могильника для поховань епізодично використовували гуни, печеніги, половці. ї
Дві антропоморфні скульптури з вапняку.